# Athleenia burryi
Athleenia burryi är en snäckart. Athleenia burryi ingår i släktet Athleenia och familjen Stiliferidae. Inga underarter finns listade i Catalogue of Life.